# Paolo Fornaciari
Paolo Fornaciari (født 2. februar 1971) er en italiensk tidligere professionel cykelrytter.